# Atentado de la calle Copernic

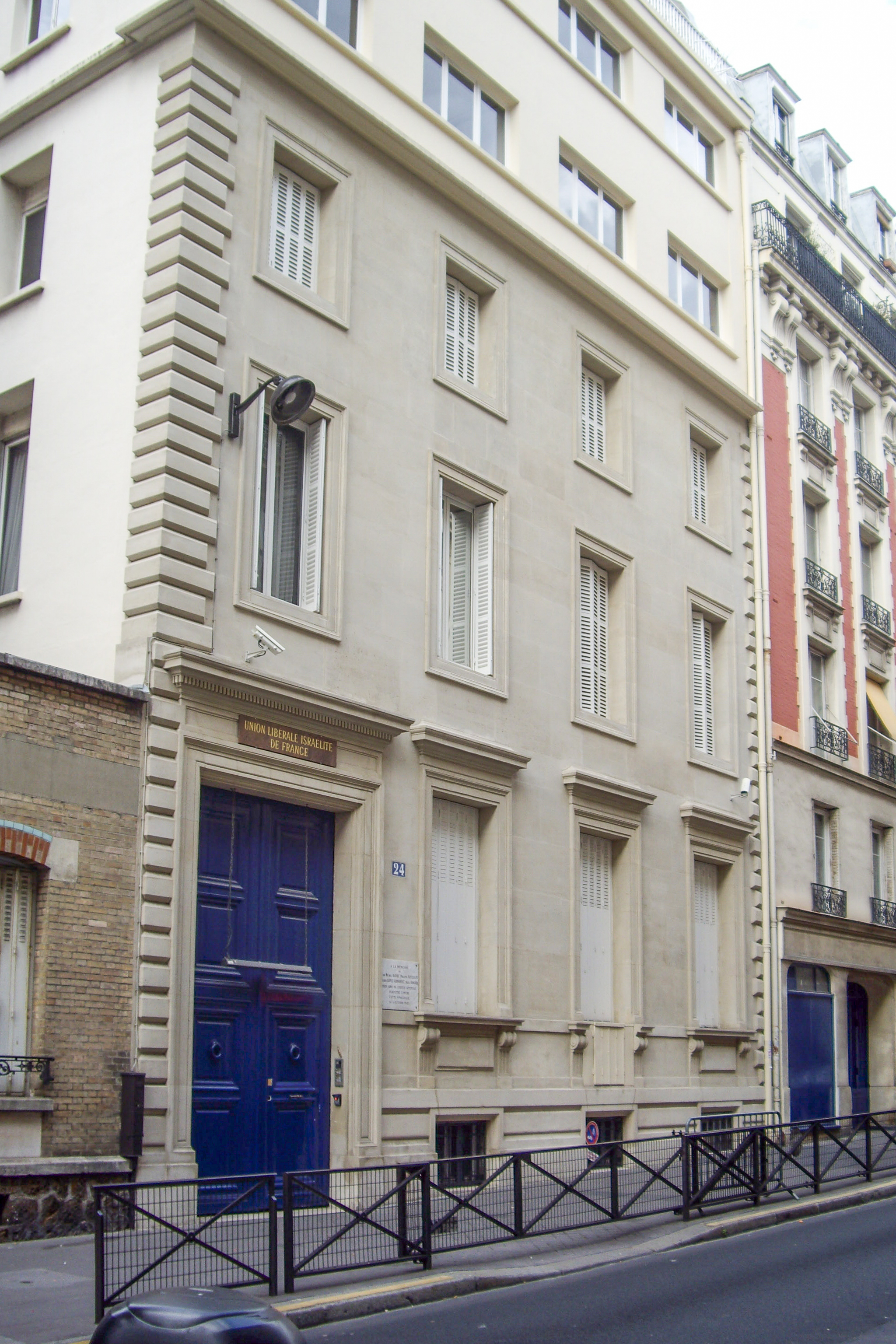
La sinagoga de la calle Copernic de París.

El atentado de la calle Copernic de París (Francia) fue un ataque con bomba a la sinagoga de la Unión Liberal Israelita de Francia, que se perpetró el viernes 3 de octubre de 1980, la noche del Shabat y día de la fiesta judía del Simjat Torá que había conducido a una gran cantidad de fieles a este templo. Fue el primer ataque contra judíos en Francia desde el final de la Segunda Guerra Mundial.
El atentado causó cuatro muertos y más de cuarenta heridos. Cuatro días después del atentado, el 7 de octubre, unas 200.000 personas se manifestaron por las calles de París para mostrar su repulsa y el rechazo al antisemitismo.
En principio se pensó que el atentado había sido obra de la extrema derecha francesa, pero años más tarde se descubrió que sus autores provenían de Oriente Próximo.